# Тростянское сельское поселение (Новоаннинский район)
Тростя́нское се́льское поселе́ние — муниципальное образование в составе Новоаннинского района Волгоградской области.
Административный центр — посёлок Тростянский.

## История
Тростянское сельское поселение образовано 21 декабря 2004 года в соответствии с Законом Волгоградской области № 970-ОД.

## Население
| 2010 | 2012  | 2013  | 2014  | 2015  | 2016 | 2017 |
| ---- | ----- | ----- | ----- | ----- | ---- | ---- |
| 1077 | ↘1056 | ↘1052 | ↘1030 | ↘1008 | ↘969 | ↘959 |
| 2018 | 2019  | 2020  | 2021  |       |      |      |
| ↘925 | ↘899  | ↘882  | ↘859  |       |      |      |

## Состав сельского поселения
| № | Населённый пункт | Тип населённого пункта          | Население |
| - | ---------------- | ------------------------------- | --------- |
| 1 | Атамановский     | хутор                           | 18        |
| 2 | Попов            | хутор                           | 250       |
| 3 | Тростянский      | посёлок, административный центр | 627       |
| 4 | Удодовский       | хутор                           | 182       |

## Местное самоуправление
Глава – Зайцев Геннадий Георгиевич.
Телефон/факс: (84447) 5-81-22.
Адрес администрации: 403993, Волгоградская область, Новоаннинский район, п. Тростянский, ул. Советская, 2.